# Soufian Charraoui
Soufian Charraoui (en arabe : سفيان الشعراوي), né le 15 novembre 1996 à Rotterdam (Pays-Bas), est un joueur de futsal international marocain.

## Biographie

### Carrière en club
Soufian Charraoui est le fils de parents immigrés marocains arrivés aux Pays-Bas dans les années 1970 en provenance de Berkane au nord du Maroc. Il naît à Rotterdam et grandit dans le quartier Afrikaanderplein situé au sud de Rotterdam. Jouant souvent au football de rue au quartier et à l'école, il rejoint lors de son adolescence, une équipe de futsal d'école De Palmentuin, prenant part au tournoi Challenge20, une mini-compétition rassemblant les jeunes talents du ballon rond de Rotterdam, fondé par Jamal El Ghannouti.
Après une courte période dans le football à onze au niveau amateur, notamment au RV&AV Overmaas et RVVH Ridderkerk, Charraoui se tourne définitivement vers le futsal en 2015 à Rotterdam, sa ville natale, en rejoignant le club du TPP Rotterdam. Devenant rapidement professionnel, à l'âge de dix-huit ans, il côtoie d'autres figures notoires du futsal aux Pays-Bas en Eredivisie Futsal, comme Soufiane Touzani, durant la saison 2015-2016, qui l'aide dans le développement de ses qualités techniques ainsi que l'importance de la discipline. Il combine ainsi le futsal en tant qu'attaquant pointe du TPP Rotterdam avec le football à onze,.
Après de brefs passages au FC Eindhoven et au Real Noorderwijk, il retourne au TPP Rotterdam, où il s'impose durant trois saisons. Le 10 février 2018, il se distingue en inscrivant huit buts en un seul match de championnat néerlandais contre le Hovocubo, attirant ainsi les projecteurs sur lui.
Le 15 juin 2020, il signe un contrat de deux saisons avec le Hovocubo, club régulièrement en lice pour le titre aux Pays-Bas. Il dispute quatre matchs et inscrit douze buts avant que la saison ne soit annulée en raison de l'arrêt des championnats aux Pays-Bas causé par la pandémie de Covid-19.
Un an plus tard, après une longue période de confinement, Soufian part jouer en Italie avec l'Elledì Fossano, évoluant en Serie B, et contribue à la montée du club en Serie A. Après ce passage en Italie, il retourne au Hovocubo, où il réalise une performance exceptionnelle en inscrivant 53 buts en 27 matchs lors de la saison 2021-2022 aux côtés de Karim Mossaoui et Lahcen Bouyouzan (saison régulière et play-offs).

#### Expérience en France et à Mouvaux Lille (2022-2023)
En juin 2022, Soufian Charraoui s'engage avec le club lillois du Mouvaux Lille Métropole Futsal qui évolue en première division française. Il explique son choix par des raisons financiers et professionnels pour sa marge de progression.
Il dispute son premier match le 24 septembre 2022 contre le FC Kingersheim. Quelques mois plus tard, le 12 février 2023, il contribue à la victoire de son équipe sur le parquet de Nantes Métropole Futsal en s'offrant un triplé. Entre-temps, Mouvaux se qualifie pour les quarts de finale de la Coupe nationale aux dépens du Collectif Colmar (2-5) grâce notamment à un triplé du Marocain.
Le 18 mars 2023, sur un enchaînement de bonnes prestations, il inscrit un doublé contre le Kremlin-Bicêtre futsal sur le parquet de ce dernier. À l'issue de ce match comptant pour la 17e journée de D1, Mouvaux s'impose sur le score de 4-1. Un mois plus tard, il contribue à la victoire de Mouvaux contre Marcouville le 22 avril 2023 (6-4) qui permet aux Mouvallois de valider leur ticket pour les play-offs.
En fin de saison, il fait gagner son équipe le 6 mai 2023 contre l'UJS Toulouse en marquant un but à quelques secondes de la fin du match (victoire 3-2). Il marque un des buts de la demi-finale aller des play-offs contre l'Etoile Lavalloise, mais Mouvaux s'incline 6-4 devant son public.

#### Ribera Navarra FS (2023-2024)
Le 14 juillet 2023, il s'engage pour deux saisons à Ribera Navarra FS en Liga. Il rejoint ainsi ses compatriotes en sélection Anás El Ayyane et Hamza Maimón.
Charraoui dispute son premier match sous ses nouvelles couleurs le 10 septembre 2023 à l'occasion de la deuxième journée de championnat qui se termine sur un score de 5-5 face à Santa Coloma.
L'expérience dans le championnat espagnol est de courte durée puisqu'il le quitte lors du mercato d'hiver et rejoint celui du Maroc en s'engageant à l'AS Faucon Agadir en février 2024 où il retrouve quelques un de ses coéquipiers en sélection tels que Anas Dahani ou encore Ismail Amazal.
Avec le Ribera Navarra, il comptabilise ses statistiques à 14 matchs de Liga pour 6 buts marqués. Il dispute également deux matchs en Copa del Rey dont un huitième de finale contre Jaén FS (défaite, 2-3),.

#### Expérience au Maroc à l'AS Faucon Agadir (2024)
Après une première moitié de saison en Liga, Soufian Charraoui prend la direction du Faucon Agadir durant la mi-saison 2023-2024. Ce choix est motivé par le joueur qui trouve un accord avec le sélectionneur Hicham Dguig pour se rendre facilement aux rassemblements de l'équipe du Maroc, qui connait lors de cette période l'organisation de la CAN 2024 ainsi que la préparation pour la Coupe du monde 2024.
Inscrivant un nombre de onze buts en dix matchs de championnat, il remporte en fin de saison le Futsal D1 ainsi que la Coupe du Trône.

#### Retour aux Pays-Bas, au Tigers Roermond (2024-)

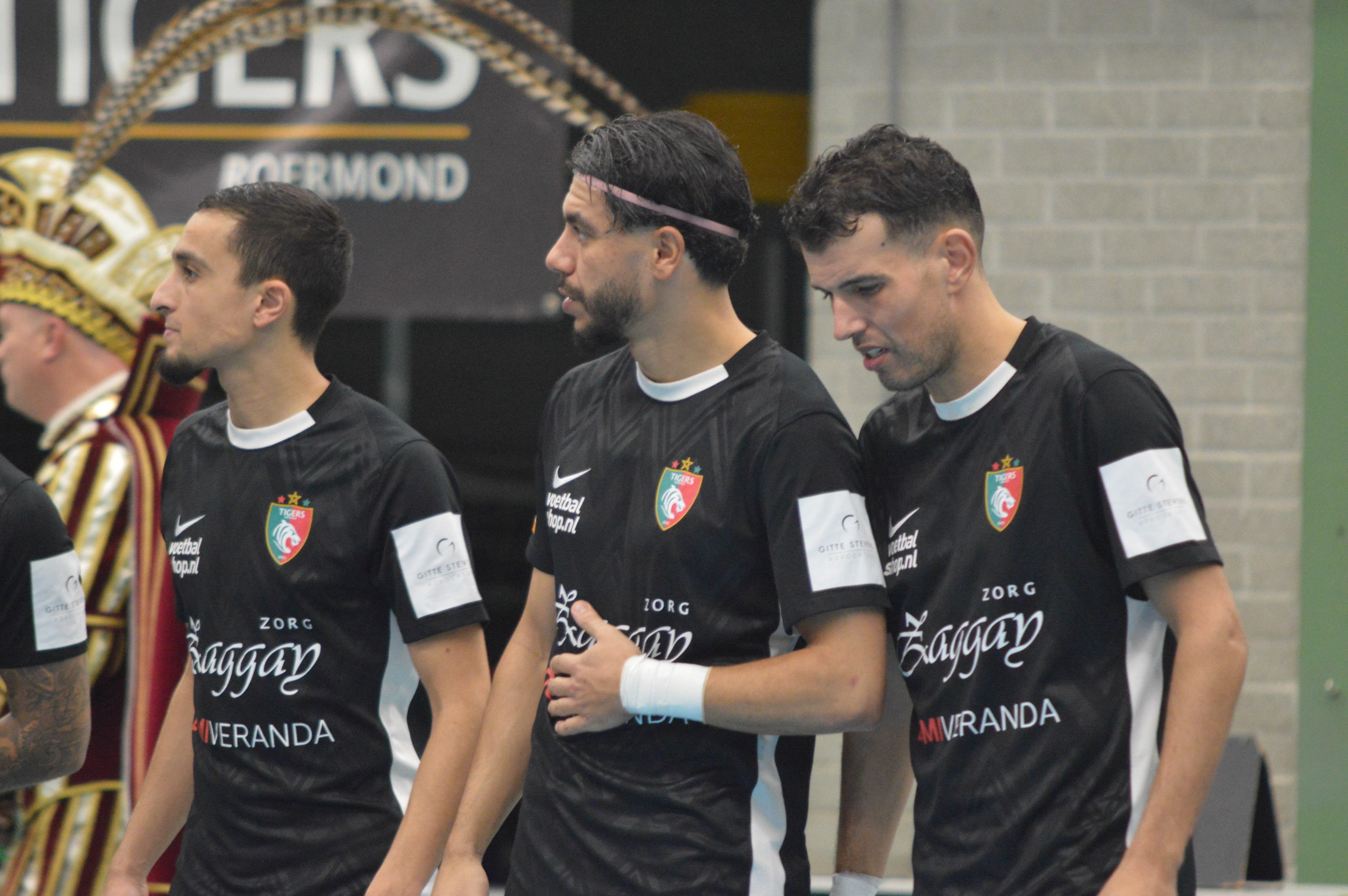
Aimane M'Rabet, Soufian Charraoui (au milieu) et Ishak Belhaj, le 29 novembre 2024.

Après ce passage au Maroc, en juillet 2024, Soufian Charraoui retourne aux Pays-Bas en rejoignant le Tigers Roermond, club entraîné par Hicham Benhammou et engagé en Ligue des champions,.
Disputant son premier match de Ligue des champions le 22 août 2024 contre Istanbul Şişli (victoire, 4-1), il inscrit un doublé lors de la deuxième journée contre Yaravan Futsal (victoire, 4-6). Lors de la troisième journée, contre Manchester Futsal Club, il est l'auteur du but victorieux 2-3. Le 24 octobre 2024, le Tigers Roermond est éliminé de la Ligue des champions à la suite d'une défaite 1-3 contre Riga Futsal, match durant lequel il inscrit le seul but néerlandais,.
Le 21 avril 2025, il remporte la Coupe des Pays-Bas grâce à une victoire 4-7 en inscrivant un triplé en finale contre le FC Eindhoven,. Quelques semaines plus tard, il est également champion des Pays-Bas,. 

### Carrière internationale

#### Avec les Pays-Bas
Le 8 décembre 2014, âgé alors seulement de dix-sept ans, Charraoui reçoit sa première convocation avec l'équipe des Pays-Bas -19 ans pour un match amical contre la Belgique -19 ans à Goes aux Pays-Bas. Lors de ce match, il inscrit le sixième but néerlandais (victoire, 6-1). Il est rappelé en 2015 pour un match contre la Pologne espoirs à Biała Podlaska (victoire, 1-3), ainsi qu'en 2018 pour une double confrontation contre le Portugal espoirs à Funchal (victoire, 2-4 et défaite, 6-2).
Le 24 janvier 2021, il reçoit sa première sélection en équipe des Pays-Bas lors d'un match amical contre la Belgique, à l'occasion des préparations pour les qualifications du championnat d'Europe de futsal 2022 (défaite, 1-0). Lors de l'an 2021, il est régulièrement appelé à chaque trêve internationale avec les Pays-Bas, entouré de Saïd Bouzambou ou encore Lahcen Bouyouzan.
Après avoir porté le maillot des Pays-Bas et suscité l’intérêt du Maroc et de son sélectionneur Hicham Dguig, Soufian Charraoui choisit définitivement de représenter le Maroc sur la scène internationale en mars 2022. Il justifie ce choix comme étant un choix du cœur, marqué par un profond attachement à son pays d'origine, et confie que ses amis marocains aux Pays-Bas sont tous fiers de lui.

#### Avec le Maroc
Il dispute son premier match avec les Lions de l'Atlas le 2 mars 2022 face au Bahreïn à Manama. Rencontre durant laquelle, il inscrit son premier but international. Hicham Dguig le sélectionne le mois suivant pour la double confrontation amicale face à l'Argentine à Rabat. Le Maroc remporte le premier match (4-3) mais s'incline lors du second (3-2),.
Soufian Charraoui est sélectionné pour prendre part à la Coupe arabe qui se tient en Arabie saoudite durant le mois de juin 2022. Lors du 2e match de poule, il s'offre un triplé lors contre la Somalie (victoire du Maroc : 16-0). Il est aussi buteur le match suivant contre la Mauritanie (victoire du Maroc : 13-0). Le Maroc conserve son titre en s'imposant en finale face aux Irakiens (3-0).
Après avoir manqué la Coupe des confédérations de futsal qui a vu le Maroc s'offrir le titre, Soufian Charraoui est sélectionné pour une double confrontation amicale face au Brésil chez ce dernier durant le mois d'octobre 2022. Les deux équipes se neutralisent lors du premier match (0-0), et le Brésil s'impose lors du second (4-1),. Charraoui dispute deux autres matchs amicaux contre l'Ouzbékistan les 7 et 8 novembre 2022 au Complexe Mohammed VI. Il est buteur lors des deux rencontres,. Le mois suivant, le Maroc reçoit la Lettonie pour deux matchs amicaux. Soufian Charraoui participe aux matchs et inscrit un doublé lors de la seconde manche qui voit le Maroc s'imposer (7-2).
Il est sélectionné pour participer au mois de mars 2023 à deux doubles confrontations amicales, contre l'Irak et l'Estonie,. Le mois qui suit, Hicham Dguig le convoque pour participer à un tournoi international organisé par la FRMF qui voit la participation de la France, la Croatie et le Japon. Le Maroc remporte le tournoi chez lui. Charraoui participe à toutes les rencontres, et se distingue lors du dernier match en s'offrant un triplé contre la France.
Sélectionné pour disputer la Coupe arabe du 6 au 16 juin 2023 à Djeddah (Arabie saoudite), il s'offre un but en quart de finale face à l'Arabie saoudite (victoire marocaine, 5-2) puis une autre réalisation en demi-finale contre la Libye (victoire marocaine, 5-1). Il récidive avec un but en finale contre le Koweït dans un match maîtrisé par le Maroc (7-1) qui s'offre son troisième titre de Coupe arabe.
Le 14 septembre 2023 le Maroc, 8ème au classement mondial, s'impose en amical face au vice-champion du monde, l'Argentine sur le score de 7 buts à 0. Soufian Charraoui contribue à ce succès en convertissant un jet-franc. C'est également son 20e but en sélection.
Le 19 septembre 2023 il honore sa 30e sélection sous la tunique des Lions de l'Atlas et s'illustre en marquant un des huit buts marocains face au Danemark (victoire, 8-1).
Prenant part à la CAN 2024 au Maroc, il parvient à remporter la finale contre l'Angola (5-1), et finit meilleur buteur de cette CAN avec sept buts,.
En septembre 2024, il participe à la Coupe du monde en Ouzbékistan. En huitièmes de finale contre l'Iran, il est élu homme du match par la FIFA. Il parvient à atteindre les quarts de finale, éliminé par le Brésil (défaite, 3-1).

## Style de jeu

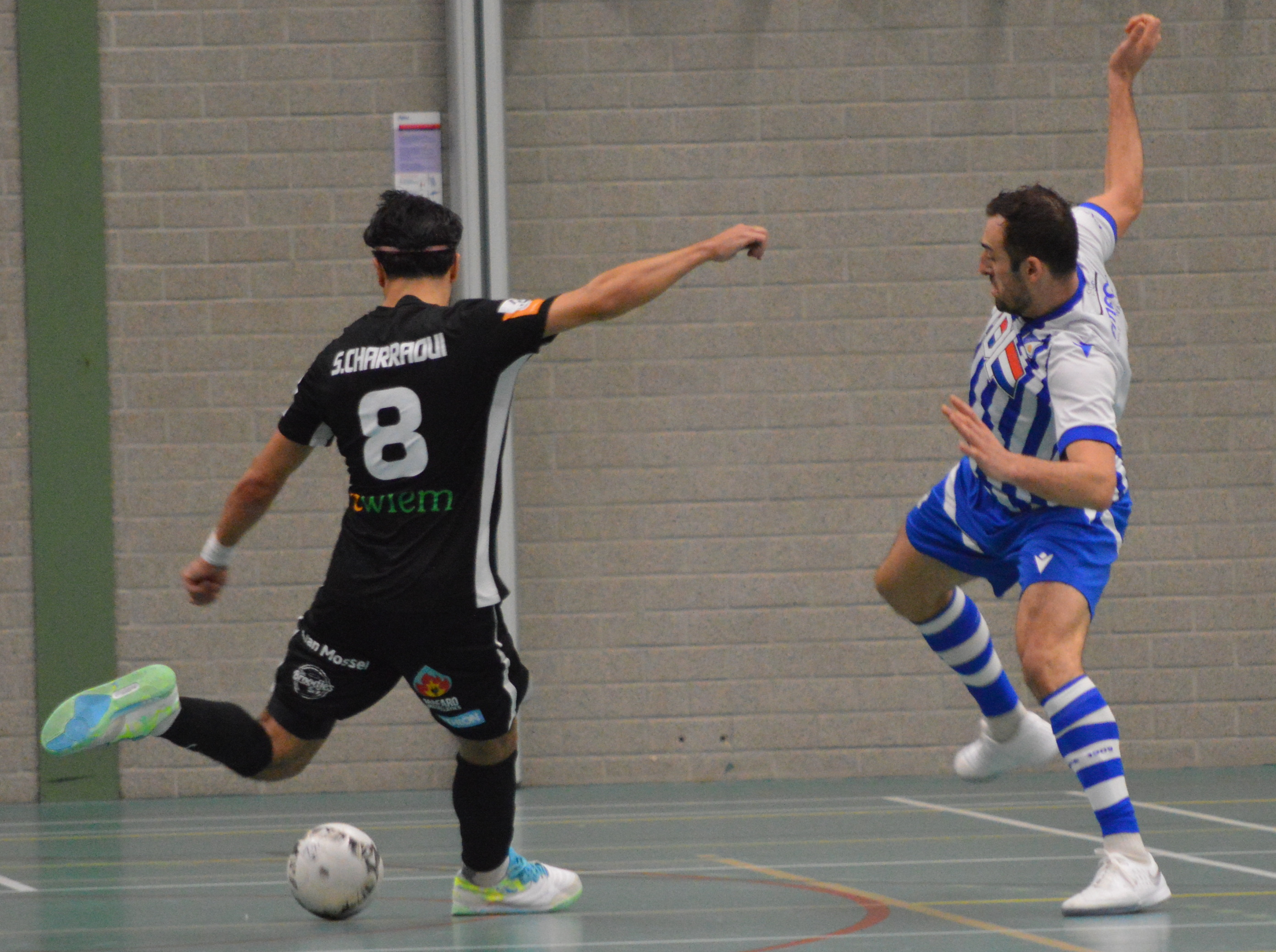
Charraoui s'apprêtant à tirer, contre le FC Eindhoven, le 29 novembre 2024.

Droitier, Soufian Charraoui est reconnu pour son style de jeu dynamique et percutant en futsal. Son gabarit imposant lui permet de dominer physiquement ses adversaires, facilitant la protection du ballon et les duels. Il excelle dans les frappes puissantes et précises, constituant une menace constante pour les gardiens adverses.
Fort dans des situations à un contre un, sa capacité à se positionner efficacement et à conclure les actions fait de lui un atout offensif majeur. De plus, son intelligence de jeu et sa vision lui permettent de créer des opportunités pour ses coéquipiers, rendant son jeu polyvalent et imprévisible. Le sélectionneur des Pays-Bas Max Tjaden en 2021, le décrit comme « un joueur de valeur sûr pour la sélection. »

## Statistiques

### En sélection néerlandaise
Le tableau suivant liste les rencontres de l'équipe des Pays-Bas auxquelles Soufian Charraoui a pris part entre le 24 janvier 2021 et le 16 novembre 2021 :

### En sélection marocaine
Le tableau suivant liste les rencontres de l'équipe du Maroc auxquelles Soufian Charraoui a pris part depuis le 2 mars 2022 :

#### Statistiques par compétition
Le tableau suivant recense les statistiques de Soufian Charraoui dans les diverses compétitions internationales qu'il a disputées :
| Compétition                   | Matchs | Buts |
| ----------------------------- | ------ | ---- |
| Matchs amicaux internationaux | 30     | 14   |
| Tournoi du Maroc              | 5      | 5    |
| Tournoi Futsal Week           | 4      | 3    |
| Coupe arabe futsal            | 11     | 7    |
| Coupe d'Afrique des nations   | 5      | 7    |
| Coupe du monde de futsal FIFA | 5      | 3    |
| Total                         | 60     | 39   |

## Palmarès
| Hovocubo (2)                                                                                     | Elledi Fossano                                         | Faucon Agadir (2)                                                                           | Tigers Roermond (3) | Équipe du Maroc (6) |
| ------------------------------------------------------------------------------------------------ | ------------------------------------------------------ | ------------------------------------------------------------------------------------------- | --- | --- |
| - Championnat des Pays-Bas (1) : - Champion : 2022 - Coupe des Pays-Bas (1) : - Vainqueur : 2022 | - Championnat d'Italie D2 (1) : - Vice-champion : 2021 | - Championnat du Maroc (1) : - Champion : 2024 - Coupe du Trône (1) - Vainqueur : 2022-2023 | - Supercoupe des Pays-Bas (1) : - Vainqueur : 2024 - Coupe des Pays-Bas (1) : - Vainqueur : 2025 - Championnat des Pays-Bas (1) : - Champion : 2025 | - Coupe arabe des nations (2) - Champion : 2022 et 2023 - Coupe d'Afrique des Nations (1) - Champion : 2024 - Tournoi international de Rabat (2) - Vainqueur : 2023, et 2025 - Tournoi international de Croatie (1) - Vainqueur : 2023 |

### Distinctions individuelles
- 2016 : Meilleur talent de l'Eredivisie de la saison[1]
- 2024 : Vainqueur du prix du meilleur buteur de la CAN 2024 (7 buts)[63]
- 2025 : Meilleur buteur de la saison 2024-2025 en Eredivisie (44 buts)[77]
- 2025 : Vainqueur du prix du meilleur joueur de la saison 2024-2025[réf. nécessaire]